# Vení conmigo
Vení conmigo è un film commedia del 1973 diretto da Luis Saslavsky.

## Trama
Irene, bella ragazza di periferia, cerca di diventare una star.

## Accoglienza
Agustín Mahieu, critico cinematografico del giornale La Opinión, lo definì "Film pieno di convenzionalismi".
La critica pubblicata su El Mundo recitava: "Shock per i ricordi (...) così che passa inosservato per i suoi passi falsi e viene ricordato per alcuni, sfortunatamente pochi momenti di cinema serrato e così simile a quello di quegli anni verdi, pieni di maturità narrativa".
Rómulo Berrutti, sulle pagine di Clarín, affermò: "Né un melodramma pienamente sostenuto, né una commedia brillante, né uno studio meticoloso di tipi e ambienti. Forse perché voleva essere tutto quanto insieme".